# 5 000 mètres masculin aux Jeux olympiques d'été de 1956
Pour un article plus général, voir Athlétisme aux Jeux olympiques d'été de 1956.
Navigation
Helsinki 1952 Rome 1960
L'épreuve du 5 000 mètres masculin aux Jeux olympiques d'été de 1956 s'est déroulée les 26 et 28 novembre 1956 au Melbourne Cricket Ground de Melbourne, en Australie.  Elle est remportée par le Soviétique Vladimir Kuts.

## Finale
| Rang               | Athlète                    | Temps         |
| ------------------ | -------------------------- | ------------- |
| Médaille d'or      | Volodymyr Kuts (URS)       | 13 min 39 s 6 |
| Médaille d'argent  | Gordon Pirie (GBR)         | 13 min 50 s 6 |
| Médaille de bronze | Derek Ibbotson (GBR)       | 13 min 54 s 4 |
| 4                  | Miklós Szabó (HUN)         | 14 min 03 s 4 |
| 5                  | Albie Thomas (AUS)         | 14 min 04 s 6 |
| 6                  | László Tábori (HUN)        | 14 min 09 s 8 |
| 7                  | Nyandika Maiyoro (KEN)     | 14 min 19 s 0 |
| 8                  | Thyge Thøgersen (DEN)      | 14 min 21 s 0 |
| 9                  | Pyotr Bolotnikov (URS)     | 14 min 22 s 4 |
| 10                 | Ivan Cherniavskiy (URS)    | 14 min 22 s 4 |
| 11                 | Christopher Chataway (GBR) | 14 min 28 s 8 |
| 12                 | Herbert Schade (EUA)       | 14 min 31 s 8 |
|                    | William Dellinger (USA)    | DNF           |
|                    | Veliša Mugoša (YUG)        | DNF           |
|                    | Allan Lawrence (AUS)       | DNS           |